# Альфа-метилпаратирозин
Альфа-метилпаратирозин (АМПТ) — это ингибитор энзима гидроксилазы тирозина. Является перорально активным ингибитором биосинтеза катехоламинов. АМПТ ингибирует гидроксилазу тирозина, инзимная активность который в обычном случае регулируется через фосфолирование серинового остатка в регулирующих участках. Эффективен для контроля гипертонии и симптомов злокачественной феохромоцитомы.
Биосинтез катехоламинов начинается с пищевого тирозина, который затем гидроксилируется.
Существует гипотеза, что АМПТ конкурирует с тирозином в тирозин-связывающем (соединяющем) канале, ингибируя тем самым гидроксилазу тирозина.
АМПТ является ингибитором синтеза катехоламинов как на периферии, так и на центральном уровне, достигается это за счет ингибирования гидроксилирования тирозина с образованием 3-гидрокси-тирозина. Ингибирование синтеза катехоламинов подтверждается дозозависимым снижением содержания катехоламинов в моче и их метаболитов при приеме препарата в суточной дозе до 1500 мг.
АМПТ обычно снижает артериальное давление у пациентов с феохромоцитомой, но не всегда снижает артериальное давление у пациентов с гипертонической болезнью. Поскольку лечение АМПТ может мешать стандартным методам оценки катехоламинов в моче, рекомендуется определять общее количество катехоламинов, а также гидроксиметоксиминдальную кислоту и метилированные катехоламины.